# Marcy Playground
Marcy Playground ist eine US-amerikanische Indie-Rockband.

## Bandname
Die Gruppe firmiert seit 1997 unter diesem Namen, obgleich Gründer John Wozniak bereits in seiner frühen Jugend mit dem Liedertexten und Komponieren begonnen hat. Viele dieser vor 1997 entstandenen Lieder wurden auf dem nicht offiziell veröffentlichten Album Zog BogBean, welches John Wozniak ganz allein aufgenommen hat, zusammengefasst und so einer verhältnismäßig kleinen Gemeinschaft bekannt gemacht. Im Zuge dieser Aufnahmen schrieb der heutige Leadsänger und Songwriter von Marcy Playground auch den Song From the Marcy Playground, sozusagen eine Abhandlung seines Lebens und der Erinnerungen an selbiges in einer Grundschule namens Marcy Open in Minneapolis, USA, nach deren Spielplatz die Band schlussendlich benannt wurde. Auch heute noch schreibt John Wozniak fast im Alleingang die Songs der Band.

## Bandgeschichte
Mit dem Bassisten Dylan Keefe und dem früheren Drummer Dan Rieser wurde 1997 das erste offizielle Album von Marcy Playground veröffentlicht, das als Titel den Namen der Band trug. Die daraus entnommene Single Sex and Candy verschaffte der Band auch international einen nicht unbeachtlichen Erfolg und Bekanntheitsgrad, welcher aber außerhalb der USA nach einer sehr kurzen Europatournee schnell wieder verflogen ist.
1999 erschien das Album Shapeshifter, das international keinen durchschlagenden Erfolg mehr verbuchen konnte.
Nachdem sich Marcy Playground von ihrem Drummer Dan Rieser getrennt hatten, begann eine langwierige Suche nach einem Ersatz, wodurch auch die Veröffentlichung des dritten Albums lange auf sich warten ließ. 2004 wurde das MP3 betitelte Werk schließlich veröffentlicht.
2009 wurde mit Leaving Wonderland...in a fit of rage das vierte Album veröffentlicht.

## Diskografie

### Alben
- Zog BogBean - From the Marcy Playground Demo-CD (1990)
- Marcy Playground (1997)
- Shapeshifter (1999)
- MP3 (2004)
- Leaving Wonderland...in a fit of rage (2009)
- Shapeshifter (2010)
- Indaba remixes from Wonderland (2010)
- Lunch, Recess & Detention (2012)

### Singles und EPs
- Sex and Candy (1997)
- Sherry Fraser (1997)
- St. Joe on the Schoolbus (1998)
- Coming Up From Behind (1998)
- It’s Saturday College (1999)

### Soundtrackbeiträge
- Jay und Silent Bob schlagen zurück (The Devil Song)
- Einfach unwiderstehlich (Angel of Forever Sleep)
- Eiskalte Engel (Coming Up From Behind)
- Hurricane Streets (Sex and Candy)
- True Blood Season 2 Episode 3 (Sex and Candy)
- Zack and Miri Make a Porno (Sex and Candy)

## Auszeichnungen für Musikverkäufe
| Goldene Schallplatte - Australien - 1998: für die Single Sex and Candy - 1999: für das Album Marcy Playground Platin-Schallplatte - Neuseeland - 2022: für die Single Sex and Candy | 2× Platin-Schallplatte - Kanada - 1999: für das Album Marcy Playground |

Anmerkung: Auszeichnungen in Ländern aus den Charttabellen bzw. Chartboxen sind in ebendiesen zu finden.
| Land/RegionAuszeichnungen für Musikverkäufe (Land/Region, Auszeichnungen, Verkäufe, Quellen) | Gold     | Platin     | Verkäufe  | Quellen          |
| -------------------------------------------------------------------------------------------- | -------- | ---------- | --------- | ---------------- |
| Australien (ARIA)                                                                            | 2× Gold2 | —          | 70.000    | aria.com.au      |
| Kanada (MC)                                                                                  | —        | 2× Platin2 | 200.000   | musiccanada.com  |
| Neuseeland (RMNZ)                                                                            | —        | Platin1    | 30.000    | radioscope.co.nz |
| Vereinigte Staaten (RIAA)                                                                    | —        | Platin1    | 1.000.000 | riaa.com         |
| Insgesamt                                                                                    | 2× Gold2 | 4× Platin4 |           |                  |